# Подручна фудбалска лига Панчево
Подручна лига Панчево је једна од 31 Oкружне лиге у фудбалу на територији Републике Србије. Окружне лиге су пети ниво лигашких фудбалских такмичења у Србији. Лига се састоји од 16 клубова са територије Јужнобанатског округа и игра се по двокружном бод-систему. Првак иде директно у ВФЛ Исток, другопласирана и трећепласирана екипа играју бараж са другопласираном и трећепласираном екипом ПФЛ Зрењанин за једно место у ВФЛ Исток а последња два тима испадају из лиге. У лигу улазе првопласиране екипе из II Јужнобанатске подручне фудбалске лиге Исток и II Јужнобанатске подручне фудбалске лиге Запад, док другопласиране екипе ових лига играју међусобно бараж за још једно место које води у Подручну лигу Панчево. Од сезоне 2013/2014 II Јужнобанатска лига Запад мења формат и састоји се од две лиге: Запад - Север  и Запад - Југ од којих ће на крају по две првопласиране екипе из обе лиге направити мини-лигу од четири клуба за пласман у виши ранг.

## Победници првенстава
| Сезона   | Бр. клубова | Првак                          | Бодови | Другопласирани         | Бодови | Трећепласирани               | Бодови |
| 2008/09. | 16          | ФК Борац, Старчево             | 65     | ФК Младост, Омољица    | 64     | ФК Партизан, Гај             | 61     |
| 2009/10. | 16          | ФК Пролетер, Банатски Карловац | 70     | ФК Раднички, Ковин     | 54     | ФК Раднички, Баранда         | 50     |
| 2010/11. | 16          | ФК Колонија, Ковин             | 60     | ФК Раднички, Ковин     | 53     | ФК Младост, Омољица          | 53     |
| 2011/12. | 16          | ФК Раднички, Ковин             | 72     | ФК Борац, Сакуле       | 55     | ФК Раднички, Баранда         | 49     |
| 2012/13. | 16          | ОФК Вршац јунајтед, Вршац      | 66     | ФК Борац, Сакуле       | 64     | ФК Полет, Избиште            | 59     |
| 2013/14. | 16          | ФК Слога, Пландиште            | 66     | ФК Железничар, Панчево | 61     | ФК Славија, Ковачица         | 57     |
| 2014/15. | 16          | ФК Славија, Ковачица           | 68     | ФК Полет, Избиште      | 58     | ФК Војводина, Црепаја        | 50     |
| 2015/16. | 16          | ФК Динамо, Панчево             | 80     | ФК Младост, Омољица    | 57     | ФК Војводина, Црепаја        | 51     |
| 2016/17. | 16          | ФК Младост, Омољица            | 63     | ФК БАК, Бела Црква     | 61     | ФК Слога, Банатско Ново Село | 51     |
| 2017/18. | 16          | ФК БАК, Бела Црква             | 69     | ФК Долина, Падина      | 67     | ФК Партизан, Уљма            | 66     |
| 2018/19. | 18          | ФК Борац, Старчево             | 64     | ФК Раднички, Баранда   | 61     | ФК Потпорањ, Потпорањ        | 61     |

## Клубови у сезони 2013/14.
| Р. Бр. | Клуб             | Место              | Општина    | Боја дресова |
| ------ | ---------------- | ------------------ | ---------- | ------------ |
| 1.     | ФК Б. А. К.      | Бела Црква         | Бела Црква | Црно-бела    |
| 2.     | ФК Будућност     | Алибунар           | Алибунар   | Црвено-бела  |
| 3.     | ФК Војводина     | Црепаја            | Ковачица   | Плаво-бела   |
| 4.     | ФК Вултурул      | Гребенац           | Бела Црква | Жуто-плава   |
| 5.     | ФК Железничар    | Панчево            | Панчево    | Плава        |
| 6.     | ФК Југославија   | Јабука             | Панчево    | Плаво-бела   |
| 7.     | ФК Колонија      | Ковин              | Ковин      | Црно-бела    |
| 8.     | ФК Младост       | Омољица            | Панчево    | Плаво-бела   |
| 9.     | ФК Партизан      | Гај                | Ковин      | Црно-бела    |
| 10.    | ФК Полет         | Избиште            | Вршац      | Црвена       |
| 11.    | ФК Раднички      | Баранда            | Опово      | Црна         |
| 12.    | ФК Славија       | Ковачица           | Ковачица   | Плава        |
| 13.    | ФК Слога         | Банатско Ново Село | Панчево    | Плаво-бела   |
| 14.    | ФК Слога         | Пландиште          | Пландиште  | Наранџаста   |
| 15.    | ФК Темпо         | Сефкерин           | Опово      | Црвено-бела  |
| 16.    | ФК Црвена звезда | Павлиш             | Вршац      | Црвено-бела  |